# Rudolf Tomaschek
Rudolf Karl Anton Tomaschek (23. prosince 1895 České Budějovice – 8. února 1966 Breitbrunn am Chiemsee) byl experimentální fyzik. Zabýval se fosforescencí, fluorescencí, slapovými jevy a pokoušel se detekovat éter. Byl zastáncem německé árijské fyziky, což způsobilo jeho vyloučení z univerzitního prostředí po druhé světové válce.

## Život

### Studia
Rudolf Tomaschek se narodil den před Štědrým dnem roku 1895 v Českých Budějovicích. V letech 1913 až 1918 studoval na C. k. německé univerzitě Karlo-Ferdinandově v Praze. Doktorát získal na počátku 20. let u Philippa Lenarda na Ruprechto-Karlově univerzitě v Heidelberku a poté se stal Lenardovým asistentem. Posledně uvedené tvrzení nebylo jednoznačně potvrzeno, neboť v díle Michaela Grüttnera Biografická encyklopedie o národně-socialistické vědecké politice se uvádí, že Tomaschek dokončil doktorát v Praze v roce 1918. Tomaschek habilitoval u Lenarda v roce 1924, dva roky poté odešel na Technickou univerzitu v Mnichově a v roce 1927 na Filipovu univerzitu v Marburku jako docent experimentální fyziky.

### Pokusy o detekci éteru
Počínaje rokem 1921 provedl Tomaschek řadu měření – opakování Michelsonova-Morleyho experimentu a Troutonova-Nobleova experimentu –, která měla poskytnout důkaz o existenci éteru, ale výsledky byly všechny negativní. To bylo pro Tomascheka jako pro odpůrce teorie relativity zklamáním a zároveň dalším potvrzením teorie Alberta Einsteina.

### Profesura
V letech 1934 až 1939 byl Tomaschek řádným profesorem a ředitelem Fyzikálního institutu na Technické univerzitě v Drážďanech a během druhé světové války byl řádným profesorem a ředitelem Fyzikálního ústavu na Technické univerzitě v Mnichově. V roce 1940 se pod tlakem bavorského ministerstva školství stal řádným členem Bavorské akademie věd a rok nato také členem Německé akademie přírodních vědců Leopoldina.

### Německá árijská fyzika
Tomaschek se v roce 1933 stal členem SA byl jedním ze signatářů Přiznání profesorů německých univerzit a vysokých škol Adolfu Hitlerovi a národně socialistickému státu. O čtyři roky později vstoupil do NSDAP.
Tomaschek byl stoupencem německé árijské fyziky, antisemitského hnutí vymezující se vůči moderní fyzice. V roce 1945 byl spojeneckými okupačními mocnostmi zbaven funkce na Technické univerzitě v Mnichově, ve které ho v roce 1946 nahradil Georg Joos.

### British Petroleum a závěr života
Od roku 1948 do roku 1954 byl Tomaschek zaměstnán v Anglo-Iranian Oil Company (AIOC) v Anglii, ze které se v roce 1954 stala korporace British Petroleum. V roce 1954 se pak stal prezidentem stálé přílivové komise v Breitbrunnu u Chiemského jezera., kde žil až do konce života.

## Výběr z prací

### Knihy
- V letech 1933 až 1945 Tomaschek přepracovával některá vydání Učebnice fyziky. Pro použití ve výuce vedle akademických přednášek a pro samostudium od Ernsta Grimsehla (nakl. Teubner).
- Měření časových změn u gravitace (nakl. Springer 1937).
- Jas a struktura pevných látek (nakl. Oldenbourg, 1943).
- Kosmická silová pole a astrální vlivy (nakl. Ebertin 1959).
- Problémy výzkumu zemského přílivu a odlivu (Bavorská akademie věd 1956).

### Vědecké články
- S Alfredem Eckertem: Zur Kenntnis des Mesonaphtobianthrons, Monatshefte für Chemie - Chemical Monthly, Volume 39, Number 10 (1918).
- Zur Kenntnis der Borsäurephosphore, Annalen der Physik Volume 372, Issue 5, pp. 612–648 (1922).
- Über das Verhalten des Lichtes außerirdischer Lichtquellen, Annalen der Physik Volume 378, Issue 1, pp. 105–126 (1924).
- Über die Phosphoreszenzeigenschaften der seltenen Erden in Erdalkaliphosphoren. I, Annalen der Physik, Volume 380, Issue 18, pp. 109–142 (1924).
- Über die Aberration, Zeitschrift für Physik Volume 32, Number 1 (1925).
- Über Versuche zur Auffindung elektrodynamischer Wirkungen der Erdbewegung in großen Höhen II, Annalen der Physik, Volume 385, Issue 13, pp. 509–514 (1926).
- Über die Emission der Phosphore I. Verhalten des Samariums in Sulfiden und Sulfaten, Annalen der Physik Volume 389, Issue 19, pp. 329–383 (1927).
- S Henriette Tomaschek: Über die Emission der Phosphore II. Umwandlung der Teilbanden im Samariumsulfidspektrum, Annalen der Physik Volume 389, Issue 24, pp. 1047–1073 (1927).
- Mit W. Schaffernicht: Zu den gravimetrischen Bestimmungsversuchen der absoluten Erdbewegung, Astronomische Nachrichten, Volume 244, p. 257 (1932).
- S W. Schaffernichtem: Ether-Drift and Gravity, Nature Volume 129, 24-25 (1932).
- S W. Schaffernichtem: Tidal Oscillations of Gravity, Nature Volume 130, 165-166 (1932).
- S O. Deutschbeinem: Über die Emission der Phosphore. III Verhalten des Samariums in den Oxyden der II. Gruppe, Annalen der Physik, Volume 408, Issue 8, pp. 930–948 (1933).
- S O. Deutschbeinem: Fluorescence of Pure Salts of the Rare Earths. Nature Volume 131, 473-473 (1933).
- S O. Deutschbeinem: Über den Zusammenhang der Emissions- und Absorptionsspektren der Salze der Seltenen Erden im festen Zustand I. Fremdstoffphosphore, Zeitschrift für Physik Band 82, Nr. 5–6, Seite 309–327 (1933). Autoři jsou zde citováni jako pracovníci Physikal. Institut d. Universität, Marburg a. d. Lahn (článek vyšel 17. února 1933).
- Schwerkraftmessungen, Die Naturwissenschaften Volume 25, Issue 12, pp. 177–185 (1937).
- On the application of phosphorescence spectra to the investigation of the structure of solids and solutions, Trans. Faraday Society Volume 35, 148–154 (1939).
- Non-elastic tilt of the Earth's crust due to meteorological pressure distributions, Pure and Applied Geophysics Volume 25, Number 1, 17-25 (1953).
- Earth Tilts in the British Isles Connected With Far Distant Earthquakes, Nature Volume 176, 24–25 (1955).
- Fundamental behaviour of sensitive springs, J. Sci. Instrum Volume 33, 78-81 (1955). Tomaschek je zde uveden jako pracovník British Petroleum Co., Ltd., Kirklington Hall, Nr. Newark, Notts. Článek vyšel 18. května 1955.
- Tidal Gravity Measurements in the Shetlands: Effect of the Total Eclipse of June 30, 1954, Nature Volume 175, 937–939 (1955).
- Measurements of tidal gravity and load deformations on Unst (Shetlands), Pure and Applied Geophysics Volume 37, Number 1, 55-78 (1957).
- Great Earthquakes and the Astronomical Positions of Uranus, Nature Volume 184, 177–178 (1959). Tomaschek je zde již uveden jako sídlící v Breitbrunnu Chiemského jezera v Bavorsku.
- S E. Grotenem: Die Residualbewegungen in den Registrierungen der horizontalen Gezeitenkomponenten, Journal Pure and Applied Geophysics Volume 56, Number 1, 1-15 (1963).